# Loren H. Rieseberg
Loren Henry Rieseberg (1961 ) es un botánico canadiense-estadounidense.
Es profesor de botánica en la Universidad de Columbia Británica y profesor distinguido de biología en la Universidad de Indiana Bloomington, y director del Lab. Rieseberg
En 1987, se graduó por la Universidad Estatal de Washington, con el Ph.D.

## Algunas publicaciones
- k.g. Turner, r.a. Hufbauer, l.h. Rieseberg. 2014. Rapid evolution of an invasive weed. New Phytologist, 202: 309–321

- b.k. Blackman, j.l. Strasburg, s.d. Michaels, l.h. Rieseberg. 2010. The role of recently derived FT paralogs in sunflower domestication. Current Biology 20: 629–635

- t.e. Wood, n. Takebayashi, m.s. Barker, i. Mayrose, p.b. Greenspoon, l.h. Rieseberg. 2009. The frequency of polyploid speciation in vascular plants. Proceedings of the National Academy of Sciences USA 106:13875-13879

- l.h. Rieseberg, j.h. Willis. 2007. "Plant speciation". Science 317: 910-914

- -----------------, t.e. Wood, e. Baack. 2006. "The nature of plant species". Nature 440: 524-527

- * a.v. Harter, k.a. Gardner, d. Falush, d.l. Lentz, r. Bye, l.h. Rieseberg]. 2004. "Origin of extant domesticated sunflowers in eastern North America". Nature 430: 201-205

- * j.m. Burke, l.h. Rieseberg. 2003. "The fitness effects of transgenic disease resistance in wild sunflowers". Science 300: 1250

- l.h. Rieseberg, o. Raymond, d.m. Rosenthal, z. Lai, k. Livingstone, t. Nakazato, j.l. Durphy, a.e. Schwarzbach, l.a. Donovan, c. Lexer. 2003. "Major ecological transitions in annual sunflowers facilitated by hybridization". Science 301: 1211-1216

- -----------------, a. Widmer, m.a. Arntz, j.m. Burke. 2002. "Directional selection is the primary cause of phenotypic diversification". Proc. of the National Acad. of Sci. 99: 12242-12245

- richard d. Noyes, loren h. Rieseberg. 1999. ITS sequence data support a single origin for North American Astereae (Asteraceae) and reflect deep geographic divisions in Aster s.l. Am. J. of Botany 86: 398–412 doi 10.2307/2656761 pmid 10077502

## Honores
- 2012: Medalla Darwin-Wallace[5]

- 2003: Becas MacArthur

### Eponimia
- (Fabaceae) Brongniartia riesebergii Dorado[6]
- La abreviatura «Rieseberg» se emplea para indicar a Loren H. Rieseberg como autoridad en la descripción y clasificación científica de los vegetales.[7]